# Standgericht
Ein Standgericht ist ein Ausnahmegericht bei Unterdrückung von Aufständen und inneren Unruhen.
Die Urteile kann der in einem Ort oder Lager anwesende oberste Befehlshaber sofort bestätigen und vollziehen lassen. Das Standrecht proklamieren heißt, der Einwohnerschaft und den Soldaten kundgeben, dass solche Ausnahmegerichte eingesetzt sind. Die Gerichtsbarkeit bezieht sich auf alle, also Militärs und Zivilisten. Die Rechtmäßigkeit von Standgerichtsurteilen, die während der Zeit des Nationalsozialismus in der Endphase des Zweiten Weltkrieges ergingen, war in Deutschland bis zum ersten Gesetz zur Aufhebung nationalsozialistischer Unrechtsurteile in der Strafrechtspflege von 1998 umstritten. In Deutschland sind Ausnahmegerichte – also auch Standgerichte – seit 1949 verfassungswidrig.

## Deutschland

### Ursprünge
Über die Tätigkeit von Standgerichten im Mittelalter gibt es aus Deutschland insgesamt nur wenige Überlieferungen. Ein Fall behandelt ein Standgericht des Herzogs Heinrich I. von Braunschweig und Lüneburg in der Lüneburger Heide. Er hatte 1388 die Nachfolge seines Vaters als Herzog angetreten. Im Verlauf einer Reise nahm er einem Pferd das Halfter vom Kopf und ließ damit den ihn begleitenden Vogt von Celle an einen Baum hängen, weil dieser einem Bauern den Mantel weggenommen hatte.
Im deutschsprachigen Raum gab es nach Reichsrecht außer ordentlichen Militärgerichten auch Standgerichte, die in dringenden Fällen „stehenden Fußes“ Urteile fällen konnten, die sogleich vollzogen wurden.

### Standgerichte bis 1918
Nach der preußischen Militärgerichtsordnung von 1845 hatte die Standgerichtsbarkeit die Bedeutung einer Schnelljustiz für geringwertige Verfehlungen von Soldaten des Mannschaftsstands. Das bayerische Militärrecht des 19. Jahrhunderts hingegen griff auf die traditionelle Bedeutung zurück im Sinne eines Standrechts für Ausnahmesituationen. Dabei sollten Rechtsverstöße von Zivilisten und Soldaten durch sofort zusammentretende Gerichte abgeurteilt werden. Als Urteil kamen nur Freispruch oder Tod in Frage.
Nach der Deutschen Militärstrafgerichtsordnung vom 1. Dezember 1898 waren Militär-Standgerichte zuständig für die Strafsachen der niederen Gerichtsbarkeit und durften nur auf Einziehung, Freiheitsstrafe bis zu sechs Wochen und Geldstrafe bis 150 Mark erkennen. Sie bestanden aus einem Stabsoffizier als Vorsitzendem und einem Hauptmann und einem Oberleutnant als Beisitzern. Diese wurden zusammen mit ihren Stellvertretern alljährlich vor Beginn des Gerichtsjahres auf dessen Dauer ein für alle Mal bestellt und bei Antritt des Richteramts vereidigt.
In Kriegszeiten wurden Feldstandgerichte und an Bord von Marineschiffen Bordstandgerichte aufgestellt, um Einzelfälle zu untersuchen. In diesen Fällen betrugen die Höchststrafen Freiheitsstrafe bis zu drei Monaten und Geldstrafe bis zu 300 Mark. Daneben konnten Feld- und Bordstandgerichte auch auf die Versetzung in die zweite Klasse des Soldatenstandes erkennen.

### Zeit des Nationalsozialismus

#### Allgemeine Kriegsstrafverfahren und Standgerichte

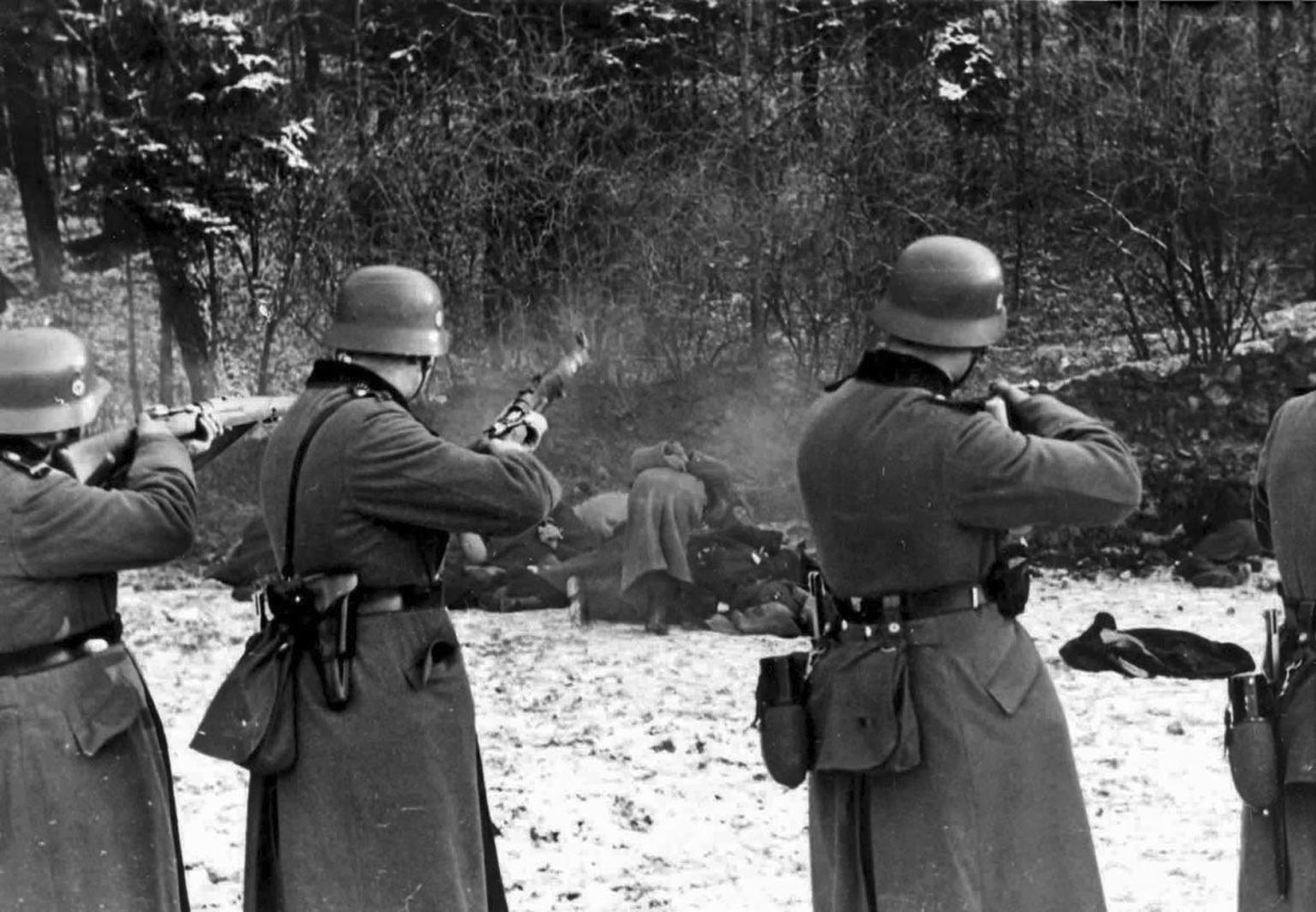
Das Bochnia-Massaker als Beispiel für Todesurteile nach Standgericht.

Innerhalb der NS-Militärgerichtsbarkeit sah die Kriegsstrafverfahrensordnung (KStVO) vom 17. August 1938, die erst 1939 im Reichsgesetzblatt veröffentlicht wurde, im § 13 den „Notgerichtsstand“ vor. Danach wurde für „eine der Krieggerichtsbarkeit unterworfene Person im Operationsgebiet“, die auf „frischer Tat (z. B. bei Fahnenflucht)“ gestellt worden war, der nächst erreichbare Gerichtsherr zuständig. Im Gefechtsgebiet konnte das Verfahren gegen Beschuldigte, die der Spionage, der Freischärlerei, einer Zuwiderhandlung eines Befehlshabers im besetzten ausländischen Gebiet, der Zersetzung der Wehrkraft oder der Wehrmittelbeschädigung verdächtigt waren, auch vom nächst erreichbaren Kommandeur eines Regiments wahrgenommen werden.
Am 4. November 1939 wurde die Kriegsstrafverfahrensordnung um einen § 13a ergänzt, der den Begriff „Standgerichte“ in der Überschrift verwendet:
§ 13 Abs. 1: „Der nächsterreichbare Kommandeur eines Regiments oder ein mit derselben Disziplinarstrafgewalt versehener Truppenbefehlshaber kann die Befugnisse des Gerichtsherrn ausüben, wenn
1. die Aburteilung aus zwingenden militärischen Gründen keinen Aufschub duldet,
2. ein Gerichtsherr nicht auf der Stelle erreicht werden kann und
3. die Zeugen oder andere Beweismittel sofort zur Verfügung stehen.“
Der Absatz 2 des § 13 schränkte diese Bestimmung jedoch ein. Das Standgericht hatte zunächst keine Zuständigkeit bei Straftatbeständen, für die nach § 14 weiterhin allein das Reichskriegsgericht zuständig bleiben sollte. Dies betraf unter anderem Landesverrat, Hochverrat, Kriegsverrat, Wehrkraftzersetzung und nunmehr auch Spionage. Die Kompetenzen des Standgerichts wurden später erheblich ausgebaut.
Beim Einmarsch der deutschen Truppen in Polen 1939 wurden Standgerichte als „Notstandgerichtsbarkeit“ tätig, die polnische Zivilisten als der Freischärlerei verdächtig zum Tode verurteilten und erschießen ließen. Bei diesen Zivilisten wurde die Todesstrafe sofort vollstreckt, ohne dass zuvor eine Prüfung und Bestätigung des Urteils durch einen höheren Offizier erfolgt war.
Standgerichtliche Urteile der Wehrmacht ergingen im Westen zunächst nur im Zuge von Kampfhandlungen; ab Juni 1940 gab es kaum noch Sofortverfahren gegen eigene Soldaten. Bei verstärkten zivilen Widerstandshandlungen in Belgien und Nordfrankreich wurden im Juli 1941 Regiments-Standgerichte eingesetzt. Auf Kreta fällten im August 1941 drei Standgerichte der 5. Gebirgsdivision 119 Todesurteile. Ansonsten terrorisierten SS-Standgerichte des jeweiligen Höheren SS- und Polizeiführers die besetzten Gebiete.

#### Sonder-Standgericht der Wehrmacht
Adolf Hitler ordnete am 20. Februar 1943 an, „unbedingt Ordnung zu schaffen“; ausgewählte Offiziere wurden daraufhin ermächtigt, „fliegende Kriegsgerichte“ zu bilden. Am 21. Juni 1943 unterzeichnete Hitler im Führerhauptquartier einen Befehl zur „Bildung eines zentralen Sonder-Standgerichts für die Wehrmacht.“ Es sollte im Schnellverfahren politische Straftaten aburteilen, die „sich gegen das Vertrauen in die politische und militärische Führung richten und bei Auslegung des gebotenen scharfen Maßstabes eine Todes- oder Zuchthausstrafe erwarten“ ließen. Zuständig war dieses Sonder-Standgericht für alle Angehörigen der Wehrmacht, die sich im Heimatkriegsgebiet aufhielten. Gerichtsherr war Hitler; die laufenden Geschäfte des Gerichtsherren sollte der Präsident des Reichskriegsgerichts wahrnehmen.
Das Sonder-Standgericht wurde als besonderer Senat dem Reichskriegsgericht angegliedert. Dem Gericht war auf Anforderung ein Flugzeug zur Verfügung zu stellen.
Nach dem Attentat vom 20. Juli 1944 wurde der Befehl von 1943 förmlich aufgehoben und ersetzt durch einen „Erlass des Führers über die Verfolgung politischer Straftaten“ vom 20. September 1944. Bis dahin wurden „politische Straftaten“ der Militärpersonen vom Reichskriegsgericht oder dem dort gebildeten Sonder-Standgericht abgeurteilt; nunmehr wurde diesen die Zuständigkeit entzogen. Für alle Angehörige von Wehrmacht, Waffen-SS und Polizei wurden – wie bei Zivilpersonen – der Volksgerichtshof und Sondergerichte zuständig für die Aburteilung politischer Straftaten.
Ein weiteres bekanntes Beispiel für die Einsetzung eines Standgerichts war die Verurteilung der deutschen Soldaten, die für die nicht rechtzeitig erfolgte Sprengung der Brücke von Remagen verantwortlich gemacht wurden.

#### Ausweitung auf Zivilisten

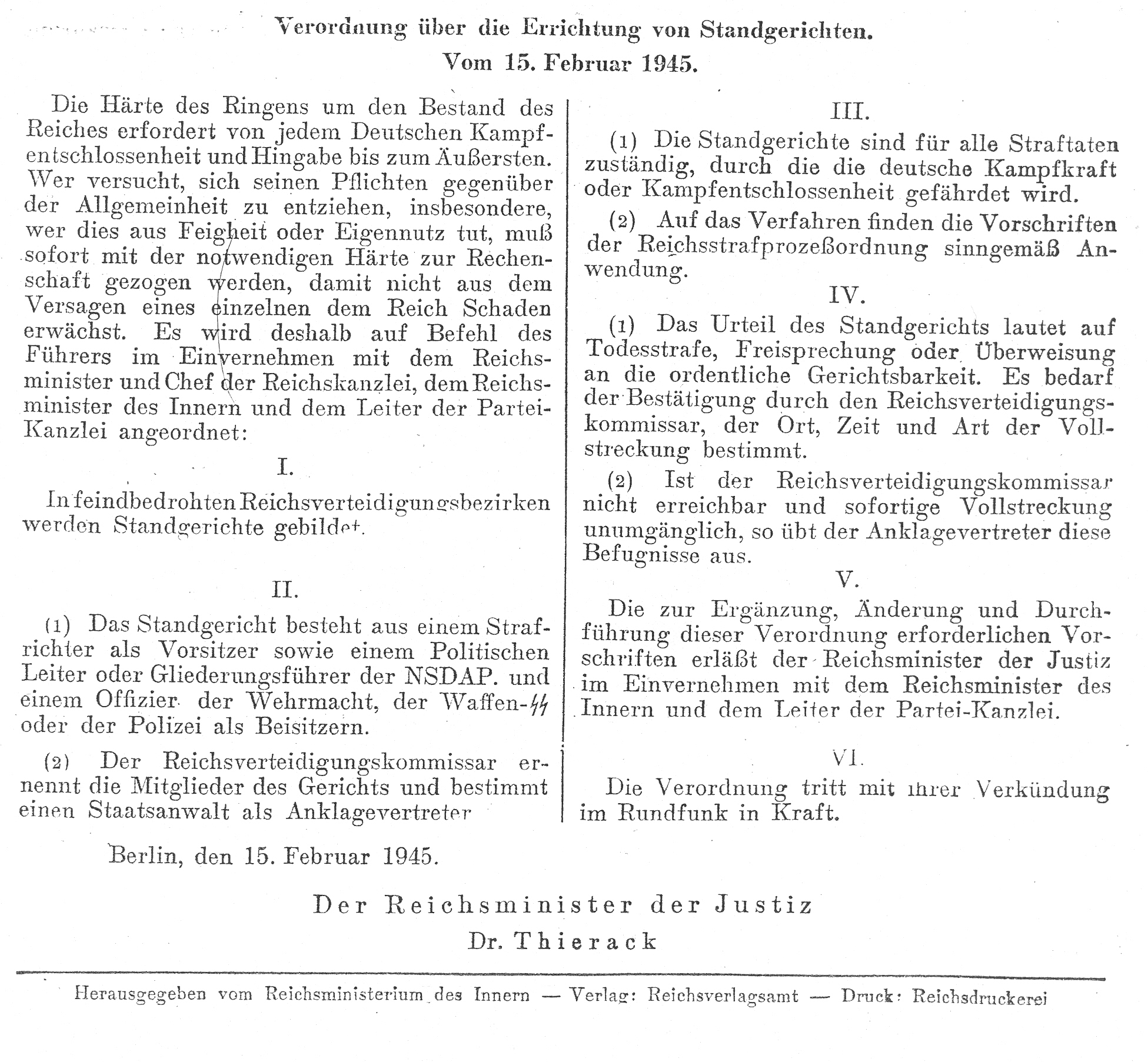
VO über Standgerichte (15. Februar 1945)

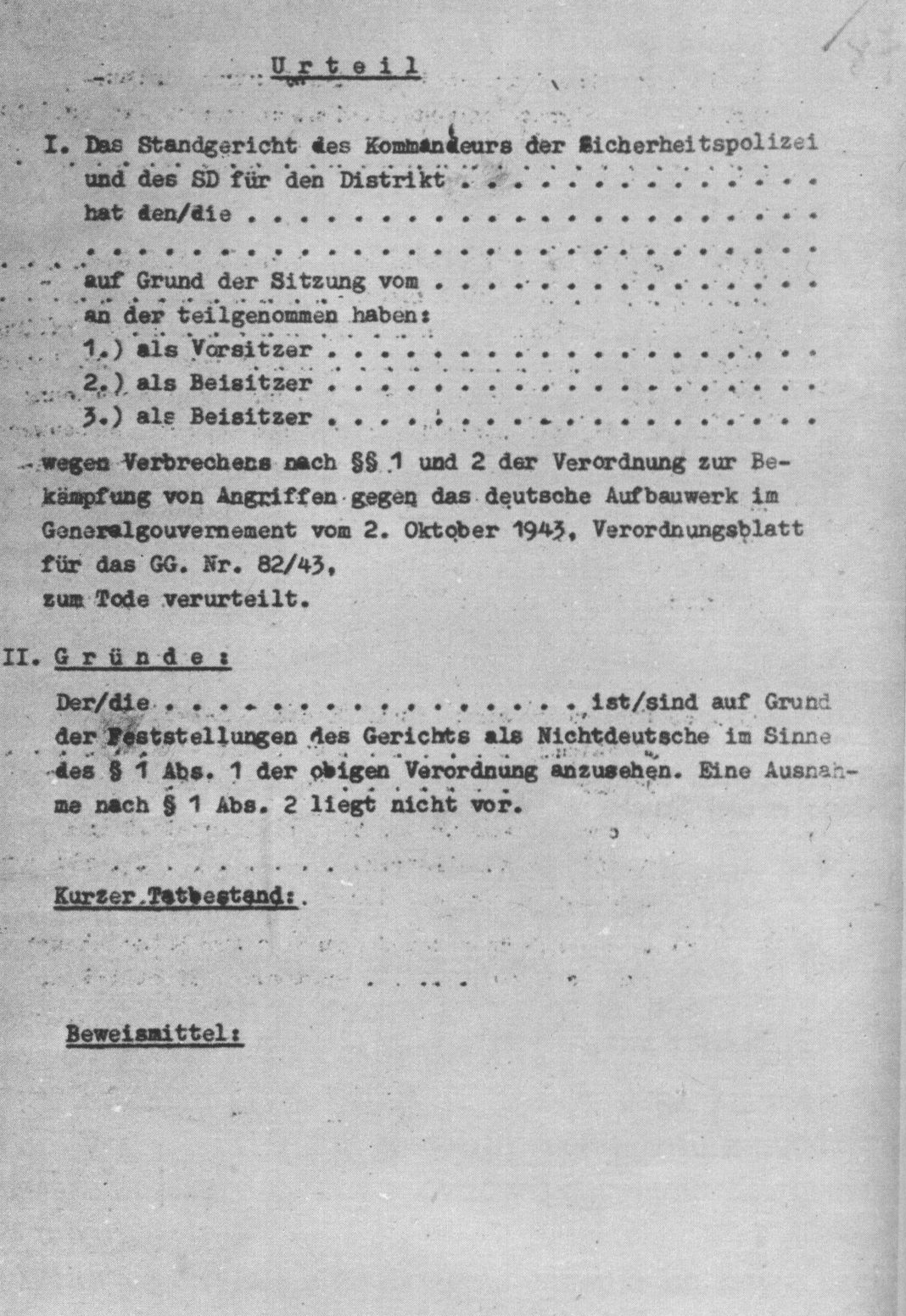
Formular zur Vereinfachung von Standgerichtsurteilen

Am 15. Februar 1945 wurde eine vom Reichsminister der Justiz Otto Thierack unterzeichnete „Verordnung über die Errichtung von Standgerichten“ erlassen. In allen „feindbedrohten Reichsverteidigungsbezirken“ sollten Standgerichte geschaffen werden. In Wien z. B. erfolgte die Einführung von Standgerichten Ende März 1945 durch Baldur von Schirach in seiner Eigenschaft als Reichsverteidigungskommissar für Wien. Zuständig waren die Standgerichte für alle Straftaten, „durch die die deutsche Kampfkraft und Kampfentschlossenheit gefährdet“ wurde. Damit waren nicht mehr allein Militärpersonen, sondern auch alle Zivilisten dem Urteil des Standgerichtes unterworfen.
Der örtlich zuständige Reichsverteidigungskommissar ernannte die drei Mitglieder des Gerichts und den zuständigen Staatsanwalt; als Vorsitzender musste ein Strafrichter ernannt werden, die beiden weiteren Mitglieder des Gerichts waren je ein politischer Leiter oder Gliederungsführer der NSDAP und ein Offizier der Wehrmacht, der Waffen-SS oder der Polizei. Auf das Verfahren fanden die ordentlichen Prozessvorschriften lediglich „sinngemäß“ Anwendung. Als Urteile kamen nur in Frage Todesstrafe, Freispruch oder Überweisung an ein ordentliches Strafgericht. Das Urteil bedurfte der Bestätigung des zuständigen Reichsverteidigungskommissars, der auch über die Vollstreckung bestimmte, an seiner Stelle vertretungsweise der Ankläger beim Gericht.
Die Verordnung trat mit ihrer Verkündung durch den Rundfunk in Kraft. In Zeitungen, welche die Verordnung im Ganzen zitierten, finden sich Abweichungen vom Gesetzestext; so ist u. a. von einem Inkrafttreten durch Verkündung in Presse und Rundfunk die Rede.
Wesentliche Bestimmungen widersprechen der Rechtsstaatlichkeit: So sind Zuständigkeitsordnung und anwendbare Strafnormen so ungenau umschrieben, dass sie jeglicher Willkür Raum geben konnten. Als Richter amtierte nur ein einziger Jurist neben einem politischen und einem militärischen oder polizeilichen Funktionär. Eine richterliche Strafzumessung konnte kaum mehr vorgenommen werden, da als Strafen nur Todesstrafe und Freisprechung als extreme Gegenpole zugelassen waren; die Überweisung an ein ordentliches Strafgericht, das auch Strafen zwischen diesen Extremen aussprechen konnte, bildete für diesen Mangel nur einen unzureichenden Ausgleich.

#### Fliegendes Standgericht
Der Begriff „fliegendes Standgericht“ wurde mindestens schon Ende der 1920er Jahre verwendet (z. B. als Übersetzung eines polnischen Gerichts). Für deutsche Gerichte wurde er vermutlich ab Frühjahr 1944 gebräuchlich, als sonderpolizeiliche Einheiten mit der Bezeichnung OKW-Feldjäger aufgestellt wurden, die nach Direktive der obersten Militärführung abseits militärischer Hierarchien und Zuständigkeiten der Feldgendarmerie ermächtigt wurden, an Ort und Stelle mittels eigens beigegebener mobiler Standgerichte Urteile zu fällen und sofort vollstrecken zu lassen.
Durch „Führererlass“ wurde am 9. März 1945 der Befehl erteilt, „sofort ein Fliegendes Standgericht“ zu errichten. Das Gericht unterstand unmittelbar Adolf Hitler und erhielt Aufträge von ihm allein.
Das „Fliegende Standgericht“ war „zuständig für strafbare Handlungen von Angehörigen aller Wehrmachtteile und der Waffen-SS ohne Unterschied des Ranges“ und konnte auch schwebende Verfahren an sich ziehen. Der dienstälteste Offizier leitete als Gerichtsherr die Ermittlungen, führte den Vorsitz bei der Hauptverhandlung und traf die Vollstreckungsentscheidung. Das Gnadenrecht entfiel.
Der Begriff „Fliegendes Standgericht“ – teils eingeschränkt als „sogenanntes Fliegendes Standgericht“ – taucht darüber hinaus beiläufig in der Literatur auf, ohne Hinweis auf einen weiteren förmlichen Erlass mit Gesetzeskraft.

#### Umgang mit Urteilen nach Kriegsende
Den Urteilen der Standgerichte, die ab Februar 1945 gebildet wurden, fielen zahlreiche Personen zum Opfer: Schätzungen gehen von mehreren Tausend Zivilpersonen aus (siehe auch Endphaseverbrechen). Die alliierten Militärgerichte urteilten nach Kriegsende in erster Linie NS-Verbrechen ab, die an ihren eigenen Staatsangehörigen oder an denen ihrer Verbündeten begangen worden waren. Erst später ermächtigten die Alliierten deutsche Gerichte, gemäß dem Kontrollratsgesetz Nr. 10 gegen deutsche NS-Täter vorzugehen. Deutsche Gerichte taten sich schwer, auf dieser Grundlage zu urteilen, und griffen zunehmend auf das deutsche Strafrecht zurück. Die weitgreifende Auslegung des so genannten Richterprivilegs führte dazu, dass Beteiligte an extremen Standgerichtsurteilen nur in seltenen Fällen rechtskräftig verurteilt wurden.
Bei der juristischen Aufhebung von NS-Unrechtsurteilen blieben die Opfer der Standgerichte und die Opfer der NS-Militärjustiz lange Zeit ausgeschlossen. Erst durch das am 1. September 1998 in Kraft getretene Gesetz zur Aufhebung nationalsozialistischer Unrechtsurteile in der Strafrechtspflege wurden auch die Urteile der Standgerichte pauschal aufgehoben. Im Gesetzentwurf war vorgesehen, auch die Urteile der NS-Militärjustiz aufzuheben, die gegen Deserteure ausgesprochen worden waren. Dies fand 1998 noch keine Mehrheit im Bundestag und wurde erst im Juli 2002 beschlossen.

### Deutschland ab 1949
„Standgerichte“ im Sinne eines Ausnahmegerichts sind in der Bundesrepublik Deutschland nach Art. 101 Abs. 1 Satz 1 des Grundgesetzes verboten. In der DDR waren sie ab 1949 nach Artikel 134 Satz 2 und später nach Artikel 101 Abs. 2 „unstatthaft“. Klagen gegen Straftaten sind der ordentlichen Gerichtsbarkeit vorzubringen. In Disziplinarsachen bei Soldaten sind hingegen Truppendienstgerichte zuständig, die unter der Hierarchie der Verwaltungsgerichtsbarkeit stehen.

## Österreich 1933 bis 1938
Im „Ständestaat“ bzw. in der Zeit des „Austrofaschismus“ zwischen 1933 und 1938, amtliche Bezeichnung: Bundesstaat Österreich wurde unter Bundeskanzler Engelbert Dollfuß in der Ministerratssitzung vom 10. November 1933 die Verhängung des Standrechts beschlossen; am nächsten Tag trat es in Kraft. Es galt für die Delikte des Mordes, der Brandlegung sowie für das Verbrechen der öffentlichen Gewalttätigkeit und richtete sich gegen Personen, die auf frischer Tat ergriffen wurden oder deren Schuld ohne Verzug feststellbar war.

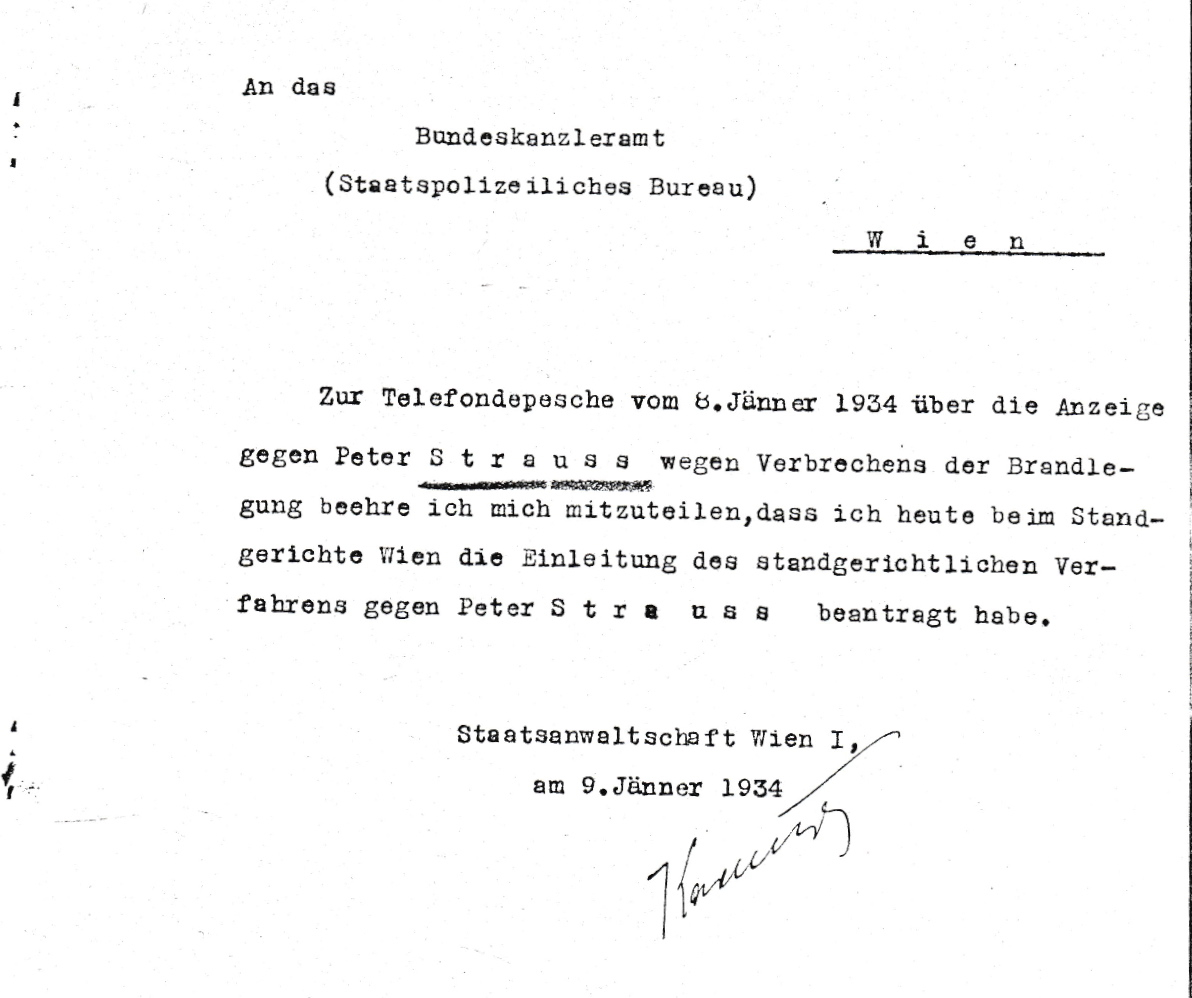
Benachrichtigung der Staatsanwaltschaft an das Bundeskanzleramt über die Einleitung des standrechtlichen Verfahrens gegen Peter Strauß (1934).

Das standrechtliche Verfahren wurde von einem aus vier Richtern und einem Staatsanwalt bestehenden „fliegenden Senat“, der am Oberlandesgericht Wien seinen Sitz hatte und falls notwendig zum zuständigen Landesgericht anreiste, geführt und dauerte längstens drei Tage. Bei einstimmiger Bejahung der Schuldfrage endete es mit einem Todesurteil, das nach spätestens drei Stunden am Würgegalgen zu vollstrecken war. Aus diesem Grund reiste der „fliegende Senat“ oftmals bereits zusammen mit dem Scharfrichter zum Verhandlungsort an.
Gegen das Urteil des Standgerichtes war kein Rechtsmittel zulässig, einzig eine Begnadigung durch den Bundespräsidenten zu lebenslanger Haft war möglich. Damit wurde mit Verhängung des Standrechts auch die Todesstrafe wieder in Österreich eingeführt, die im ordentlichen Verfahren schon 1920 abgeschafft worden war.
Der erste Standgerichtsprozess fand am 14. Dezember 1933 in Wels statt, wobei das Todesurteil jedoch durch den Bundespräsidenten in eine Freiheitsstrafe umgewandelt wurde. Beim zweiten Standgerichtsprozess am 10. Jänner 1934 in Graz wurde das Gnadengesuch dem Bundespräsidenten nicht vorgelegt und der Tagelöhner Peter Strauß wegen Brandstiftung hingerichtet.
Per Notverordnung wurde vom 12. bis zum 21. Februar 1934 auch das Verbrechen des „Aufruhrs“ gemäß §§ 73, 74 StG 1852 der Standgerichtsbarkeit unterworfen. Im Juni 1934 führte eine Gesetzesänderung die Todesstrafe auch für ordentliche Verfahren wieder ein. Am 12. Juli 1934 wurde den Standgerichten auch die Zuständigkeit für Vergehen im Zusammenhang mit Sprengstoffattentaten und dem illegalen Besitz von Sprengstoff übertragen.
Kamen die zivilen Standgerichte vor allem nach den Februarkämpfen 1934 zum Einsatz, so wurde während des Juliputsches gemäß dem am 26. Juli 1934 in Kraft getretenen „Gesetz über die Einführung eines Militärgerichtshofs“ ein militärisches Standgericht geschaffen. Der auf diese Weise ins Leben gerufene Militärgerichtshof ähnelte in Zusammensetzung, Verfahrensführung und Kompetenzen den zivilen Standgerichten, außer dass beim Militärgericht vier Offiziere als Richter fungierten. Die nach dem Juliputsch verhafteten Personen, unter denen sich neben Arbeitern, Tagelöhnern und nationalsozialistischen Polizisten auch Angehörige des Bundesheeres fanden, wurden von der Staatsanwaltschaft in „schwerer“ und „minder Beteiligte“ geschieden. Die Schwerbeteiligten (Anführer, Mitkämpfer, Kuriere usw.) wurden dem Militärgericht zur Aburteilung ihrer mit dem Putsch im Zusammenhang stehenden Vergehen überstellt, auch wenn bereits ein Verfahren vor einem ordentlichen Gericht oder einem zivilen Standgericht anhängig war. Die im Eilverfahren abgewickelten Prozesse endeten mit zahlreichen Todesurteilen, von denen 13 vollstreckt wurden, darunter an Otto Planetta.
Zwischen 1933 und 1938 wurden in Österreich über 40 Personen hingerichtet.